# Nanos pygmaeus
Nanos pygmaeus är en skalbaggsart som beskrevs av François Louis Nompar de Caumont de Laporte 1840. Nanos pygmaeus ingår i släktet Nanos och familjen bladhorningar. Inga underarter finns listade i Catalogue of Life.